# 육체의 문 (1965년 영화)
"육체의 문"(The Door of the Body)은 한국에서 제작된 이봉래 감독의 1965년 멜로/로맨스 영화이다. 남궁원 등이 주연으로 출연하였고 우기동 등이 제작에 참여하였다.

## 출연

### 주연
- 남궁원
- 김혜정
- 이예춘
- 방성자

## 기타
- 조명: 임호
- 미술: 정우택